# Abdij van Ravensberg
De Abdij van Ravensberg is een voormalige abdij van de cisterciënzinnen, gelegen in de gemeente Merkegem. 
De abdij was gelegen eventjes ten noorden van het dorp, aan de rand van de Aavallei. De abdij werd tijdens de Franse Revolutie aan het einde van de 18e eeuw opgeheven en vandaag is er geen spoor meer van over (behalve een grote schuur).

## Geschiedenis
De Ravensberg werd al lang voor de oprichting van het klooster bewoond. Het was trouwens in het oude hof van de heerlijkheid (het Outhof) dat de eerste nonnen onderdak vonden. De initiatiefneemster was Christiana, de lokale vrouwe die reeds toen sinds vele decennia weduwe was en in de nadagen van haar leven, in de eerste helft van januari 1194 of kort daarvoor, haar weduwengoed ter beschikking stelde van deze stichting. In de bewaarde oorkonden komt het privékarakter van dit initiatief sterk tot uiting. Hierbij speelden de bisschop en de graaf geen rol van betekenis. De bisschop beperkte er zich toe Christiana's initiatief te bekrachtigen en de erg late grafelijke tegemoetkoming ging niet verder dan een vrijstelling van leenrechtelijke plichten. 
Opvallend is, dat de beginschenking van 1194 bestemd was voor nonnen die daar expliciet in cisterciënzerhabijt zouden gaan leven. Vanaf het prille begin werd dus gekozen voor de cisterciënzerobservantie. Hiermee was de Abdij van Ravensberg de eerste echte cisterciënzerinnenabdij in het hele graafschap Vlaanderen. Over de concrete toepassing van de verplichting zich streng te houden aan de orderegels (observantie) ter plaatse is niets bekend. Wel bekend is dat de zusters een eigen kapelaan hadden om hun kerkdiensten te verzorgen en dat ze die vrij mochten kiezen. Voorts weten we dat de abdij in 1202 al lekenbroeders in dienst had. 
Het volgen van de observantie impliceerde nog niet automatisch het lidmaatschap van de orde. Dit kwam er pas later, tussen september 1203 en september 1208, vermoedelijk in september 1205. Het dossier voor de aanvraag tot lidmaatschap werd door de abt van de Abdij Onze-Lieve-Vrouw Ten Duinen voor het Generaal Kapittel van de Orde gebracht. Pas jaren later, tussen 1214 en 1217, kreeg de Abdij van Ravensberg een vaste plaats in de hiërarchie van de orde, als dochter van Abdij van Clairvaux, maar de directe zorg en de controle erover werden aan de abt van de nabijgelegen Abdij van Klaarmares toevertrouwd.
In 1211 bekrachtigde de bisschop van het bisdom Doornik de schenking door Aelis van Dendermonde van haar tiendrecht in Aalbeke, Moeskroen, Rekkem en Rollegem aan de Abdij van Ravensberg. De belangrijkste andere tiendheffers zijn de pastoor van Aalbeke en het O.L.V.-kapittel van Doornik, dat ook het patronaat over de parochiekerk uitoefent. De Abdij van Ravensberg bezat daarnaast onder meer een uithof genaamd Hof van Ravensberg of Cense Raevensberge in Ramskapelle (gemeente: Nieuwpoort) in de provincie West-Vlaanderen. Door de verwoestingen van de Eerste Wereldoorlog is er niets overgebleven van dit Hof van Ravensberg en op deze locatie bevindt zich thans de wederopbouwhoeve Oosthof. 
In 1568 tijdens de Tachtigjarige Oorlog werd de abdij geplunderd door de geuzen.